# The Hateful Eight
The Hateful Eight (marknadsfört som The H8ful Eight eller The Hateful 8) är en amerikansk westernfilm, skriven och regisserad av Quentin Tarantino. I filmen medverkar Samuel L. Jackson, Kurt Russell, Jennifer Jason Leigh, Walton Goggins, Demián Bichir, Tim Roth, Michael Madsen och Bruce Dern.
Vid Oscarsgalan 2016 vann Ennio Morricone pris för Bästa filmmusik. Den nominerades även för Bästa kvinnliga biroll till Jennifer Jason Leigh och Bästa foto, men förlorade mot The Danish Girl (Alicia Vikander) respektive The Revenant.

## Handling
Filmen utspelar sig i Wyoming mitt i smällkalla vintern några år efter amerikanska inbördeskriget. Prisjägaren John "Galgmannen" Ruth och hans diligenskusk O.B. Jackson transporterar Daisy Domergue mot staden Red Rock där hon ska ställas inför rätta och troligen hängas. På vägen stöter de på och plockar upp två främlingar: Marquis Warren, som tidigare tjänstgjorde som major under inbördeskriget, och Chris Mannix, som utger sig för att vara Red Rocks blivande nye sheriff. 
En kraftig snöstorm sveper in och gruppen söker skydd i ett magasin uppe i bergen. Väl där möts de inte av ägarna, utan av fyra andra okända ansikten: mexikanen Bob, galgmannen Oswaldo Mobray, cowboyen Joe Gage och sydstatsgeneralen Sanford Smithers. Väl inne i magasinet blir gruppen inblandad i en konspiration fylld av förräderi och svek och det verkar som att alla åtta inte kommer att ta sig levande från magasinet och klara sig till Red Rock trots allt. Men vem överlever längst?

## Rollista
| - Samuel L. Jackson – Major Marquis Warren - Kurt Russell – John "Galgmannen" Ruth - Jennifer Jason Leigh – Daisy Domergue - Walton Goggins – Chris Mannix - Demián Bichir – Marco Mexikanen/Bob - Tim Roth – Engelske Pete Hicox/Oswaldo Mobray - Michael Madsen – "Grouch" Douglass/Joe Gage - Bruce Dern – General Sanford "Sandy" Smithers - James Parks – O.B. Jackson | - Channing Tatum – Jody Domingre - Dana Gourrier – Minnie Mink - Zoë Bell – Six-Horse Judy - Lee Horsley – Ed - Gene Jones – Sweet Dave - Keith Jefferson – Charly - Craig Stark – Chester Charles Smithers - Belinda Owino – Gemma - Quentin Tarantino – Berättare (okrediterad) |

## Produktion

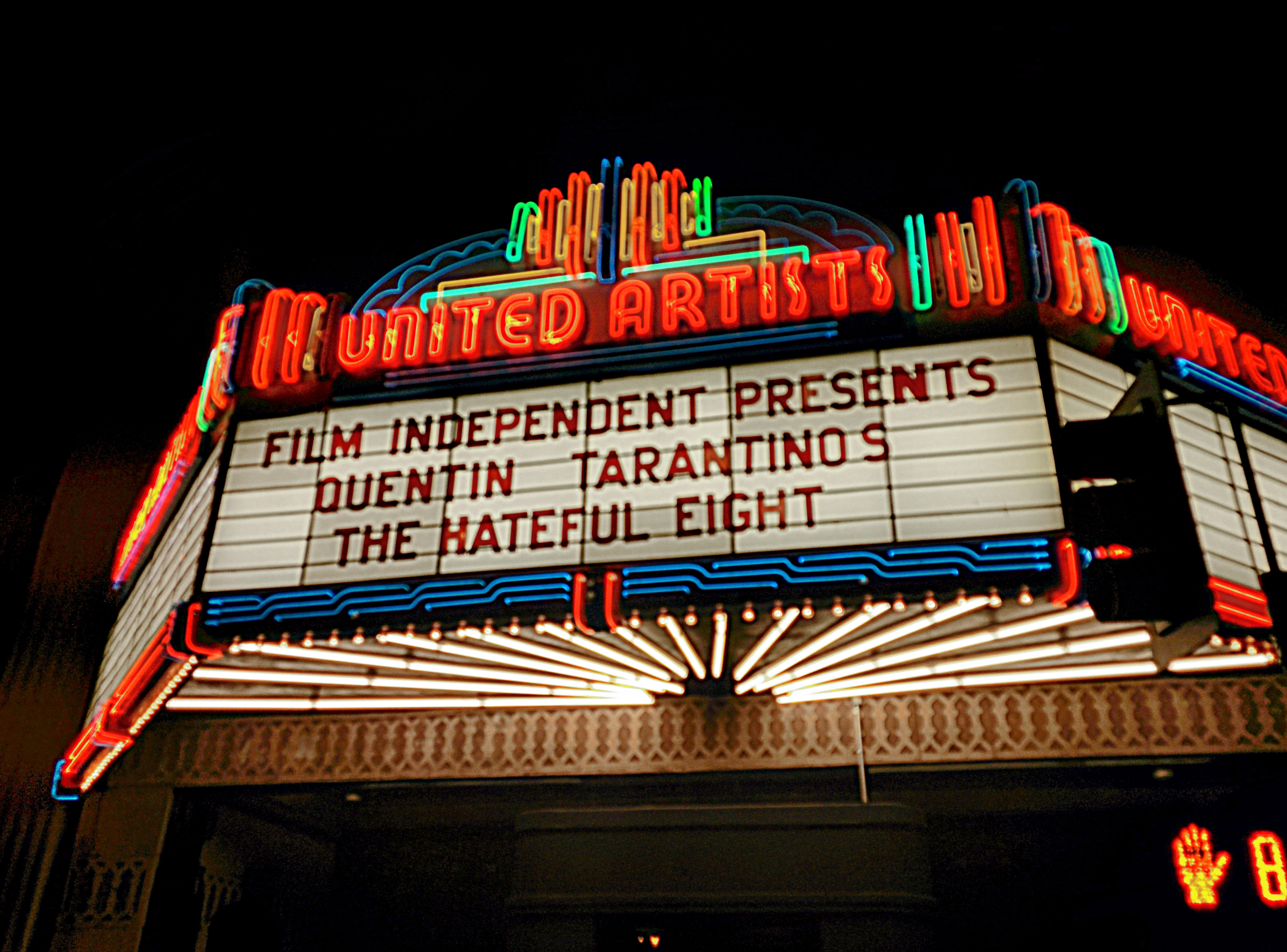
Högläsningen av det läckta manuset ägde rum i Ace Hotel Los Angeles den 19 april 2014.

I november 2013 berättade Tarantino att han arbetade med ny film som skulle bli en western. Han uppgav att den inte skulle vara en uppföljare till Django Unchained. Den 12 januari 2014 tillkännagavs det att titeln på filmen skulle bli The Hateful Eight. Filmningen skulle ursprungligen ha skett i sommaren 2014 men efter att manuset läcktes beslutade Tarantino att lägga ner projektet och publicera handlingen i en roman istället. Han berättade att han gav manuset till sex betrodda personer, inklusive Bruce Dern, Tim Roth och Michael Madsen. Den 19 april anordnade Tarantino en högläsning av det läckta manuset på Ace Hotel Los Angeles. Skådespelare som deltog i högläsningen med Tarantino inkluderare Samuel L. Jackson, Kurt Russell, Amber Tamblyn, James Parks, Walton Goggins, Denis Ménochet, Zoë Bell, James Remar, Dana Gourrier, Bruce Dern, Tim Roth och Michael Madsen.
Senare under våren hade Tarantino ändrat sig och bestämde för att ta upp filmprojektet igen med att börja filma i Wyoming från november 2014. Under den årliga San Diego Comic-Con International bekräftade han att filmningen skulle bli av med en ny version av manuset. Den 23 januari 2015 påbörjades filmningen i Telluride, Colorado efter att planeringen med att filma i november 2014 hade skjutits upp. Filmfotografen Robert Richardson filmade The Hateful Eight på 70 millimeters film (eg. 65 mm negativ film) med Ultra Panavision 70-optiker. Han hade tidigare arbetat med Tarantino i filmerna Kill Bill, Inglourious Basterds och Django Unchained. Tarantino tillkännagav vid 2015 års Comic-Con att Ennio Morricone skulle komponera musiken till filmen. Tarantino har tidigare använt Morricones musik i Kill Bill, Death Proof, Inglourious Basterds och Django Unchained.

## Premiär
Filmen hade premiär i en roadshow-version i utvalda biografer i USA den 25 december 2015 med 70 mm-projektorer. Därefter hade filmen premiär på digitala biografer i andra delar av  USA den 30 december 2015. I Sverige visades filmen på Rigoletto, Stockholm i 70 mm-versionen från den 1 januari 2016. Den digitala versionen visades på andra svenska biografer den 13 januari 2016.

## Musik
Tarantino offentliggjorde på 2015 års Comic-Con att Ennio Morricone hade anlitats för att skriva filmens musik; den första Westernmusiken skriven av Morricone på 34 år, sedan Buddy Goes West, och Tarantinos första film med originalmusik. Tarantino hade tidigare använt Morricones musik i Kill Bill, Death Proof, Inglourious Basterds och Django Unchained. Morricone skrev även en originallåt, "Ancora Qui" till den sistnämnde. Morricone hade tidigare sagt att han "aldrig skulle arbeta" tillsammans med Tarantino efter Django Unchained, men ändrade sig när han tackade ja till att komponera filmmusiken till The Hateful Eight. Enligt tidningen Variety komponerade Morricone musiken utan att ens ha sett filmen.
Filmens soundtrack offentliggjordes den 19 november 2015, och släpptes den 18 december samma år på Decca Records. Ennio Morricone komponerade 50 minuter originalmusik till filmen. Soundtracket hade förutom Morricones originalmusik även dialoger från filmen, "Apple Blossom" av The White Stripes från albumet De Stijl, "Now You're All Alone" av David Hess från The Last House on the Left och "There Won't Be Many Coming Home" av Roy Orbison från The Fastest Guitar Alive.
Tarantino sa även att han i filmen skulle använda tre oanvända låtar från Morricones originalsoundtrack till John Carpenters film The Thing från 1982 —"Eternity", "Bestiality" och "Despair". I den färdiga filmen används även Morricones låt "Regan's Theme" från John Boormans film Exorcist II: The Heretic från 1977.
Morricones filmmusik vann flera utmärkelser, bland annat ett specialpris från New York Film Critics Circle och en Golden Globe för bästa filmmusik.
Den akustiska låten som spelas av Leighs rollfigur Domergue på en Martingitarr är en traditionell australisk folkballad från tidigt 1800-tal, "Jim Jones at Botany Bay". Den publicerades först 1907 av Charles McAlister. Versionen i filmen innehåller även textrader som inte finns i McAlisters version. I filmens trailer användes Welshly Arms cover av "Hold On, I'm Coming", trots att den aldrig spelas i filmen.
Soundtracket släpptes på Third Man Records som ägs av musikern Jack White.

## Mottagande
The Hateful Eight möttes mestadels av positiva recensioner av kritiker. På Rotten Tomatoes har filmen ett medelbetyg på 75%, baserat på 272 recensioner, och ett genomsnittsbetyg på 7,3 av 10. På Metacritic har filmen genomsnittsbetyget 68 av 100, baserat på 51 recensioner.

## Utmärkelser
| Priser och nomineringar | Priser och nomineringar | Priser och nomineringar | Priser och nomineringar | Priser och nomineringar |
| Utmärkelse              | Kategori                | Mottagare               | Resultat                |                         |
| ----------------------- | ----------------------- | ----------------------- | ----------------------- | ----------------------- |
| Oscar                   | Bästa filmmusik         | Ennio Morricone         | Vann                    |                         |
| Oscar                   | Bästa kvinnliga biroll  | Jennifer Jason Leigh    | Nominerad               |                         |
| Oscar                   | Bästa foto              | Robert Richardson       | Nominerad               |                         |
| Golden Globes           | Bästa filmmusik         | Ennio Morricone         | Vann                    |                         |
| Golden Globes           | Bästa kvinnliga biroll  | Jennifer Jason Leigh    | Nominerad               |                         |
| Golden Globes           | Bästa manus             | Quentin Tarantino       | Nominerad               |                         |
| BAFTA Awards            | Bästa filmmusik         | Ennio Morricone         | Vann                    |                         |
| BAFTA Awards            | Bästa kvinnliga biroll  | Jennifer Jason Leigh    | Nominerad               |                         |
| BAFTA Awards            | Bästa originalmanus     | Quentin Tarantino       | Nominerad               |                         |
| Critics' Choice Awards  | Bästa kompositör        | Ennio Morricone         | Vann                    |                         |
| Critics' Choice Awards  | Bästa kvinnliga biroll  | Jennifer Jason Leigh    | Nominerad               |                         |
| Critics' Choice Awards  | Bästa ensemble          |                         | Nominerad               |                         |
| Critics' Choice Awards  | Bästa originalmanus     | Quentin Tarantino       | Nominerad               |                         |
| Critics' Choice Awards  | Bästa foto              | Robert Richardson       | Nominerad               |                         |
| Critics' Choice Awards  | Bästa smink             |                         | Nominerad               |                         |